# Xã Downs, Quận Sumner, Kansas
Xã Downs (tiếng Anh: Downs Township) là một xã thuộc quận Sumner, tiểu bang Kansas, Hoa Kỳ. Năm 2010, dân số của xã này là 156 người.